# تماسك بالأيدي (مصارعة)
تماسك بالأيدي (بالإنجليزية: Grappling)‏ هي تقنية قتالية تعتمد على الرميات [الإنجليزية] والإسقاط والدفع والقتال بالتشبث والقتال على الأرض والإخضاع. ظهرت تقنية التماسك بالأيدي في الفترة من 1990 إلى 2010.